# Šach
|   | a | b | c | d | e | f | g | h |   |
| 8 | d8 černý král · b6 černý jezdec · f6 bílý král · d5 bílý věž · b4 bílý pěšec · c4 bílý pěšec · g4 černý střelec | d8 černý král · b6 černý jezdec · f6 bílý král · d5 bílý věž · b4 bílý pěšec · c4 bílý pěšec · g4 černý střelec | d8 černý král · b6 černý jezdec · f6 bílý král · d5 bílý věž · b4 bílý pěšec · c4 bílý pěšec · g4 černý střelec | d8 černý král · b6 černý jezdec · f6 bílý král · d5 bílý věž · b4 bílý pěšec · c4 bílý pěšec · g4 černý střelec | d8 černý král · b6 černý jezdec · f6 bílý král · d5 bílý věž · b4 bílý pěšec · c4 bílý pěšec · g4 černý střelec | d8 černý král · b6 černý jezdec · f6 bílý král · d5 bílý věž · b4 bílý pěšec · c4 bílý pěšec · g4 černý střelec | d8 černý král · b6 černý jezdec · f6 bílý král · d5 bílý věž · b4 bílý pěšec · c4 bílý pěšec · g4 černý střelec | d8 černý král · b6 černý jezdec · f6 bílý král · d5 bílý věž · b4 bílý pěšec · c4 bílý pěšec · g4 černý střelec | 8 |
| 7 | d8 černý král · b6 černý jezdec · f6 bílý král · d5 bílý věž · b4 bílý pěšec · c4 bílý pěšec · g4 černý střelec | d8 černý král · b6 černý jezdec · f6 bílý král · d5 bílý věž · b4 bílý pěšec · c4 bílý pěšec · g4 černý střelec | d8 černý král · b6 černý jezdec · f6 bílý král · d5 bílý věž · b4 bílý pěšec · c4 bílý pěšec · g4 černý střelec | d8 černý král · b6 černý jezdec · f6 bílý král · d5 bílý věž · b4 bílý pěšec · c4 bílý pěšec · g4 černý střelec | d8 černý král · b6 černý jezdec · f6 bílý král · d5 bílý věž · b4 bílý pěšec · c4 bílý pěšec · g4 černý střelec | d8 černý král · b6 černý jezdec · f6 bílý král · d5 bílý věž · b4 bílý pěšec · c4 bílý pěšec · g4 černý střelec | d8 černý král · b6 černý jezdec · f6 bílý král · d5 bílý věž · b4 bílý pěšec · c4 bílý pěšec · g4 černý střelec | d8 černý král · b6 černý jezdec · f6 bílý král · d5 bílý věž · b4 bílý pěšec · c4 bílý pěšec · g4 černý střelec | 7 |
| 6 | d8 černý král · b6 černý jezdec · f6 bílý král · d5 bílý věž · b4 bílý pěšec · c4 bílý pěšec · g4 černý střelec | d8 černý král · b6 černý jezdec · f6 bílý král · d5 bílý věž · b4 bílý pěšec · c4 bílý pěšec · g4 černý střelec | d8 černý král · b6 černý jezdec · f6 bílý král · d5 bílý věž · b4 bílý pěšec · c4 bílý pěšec · g4 černý střelec | d8 černý král · b6 černý jezdec · f6 bílý král · d5 bílý věž · b4 bílý pěšec · c4 bílý pěšec · g4 černý střelec | d8 černý král · b6 černý jezdec · f6 bílý král · d5 bílý věž · b4 bílý pěšec · c4 bílý pěšec · g4 černý střelec | d8 černý král · b6 černý jezdec · f6 bílý král · d5 bílý věž · b4 bílý pěšec · c4 bílý pěšec · g4 černý střelec | d8 černý král · b6 černý jezdec · f6 bílý král · d5 bílý věž · b4 bílý pěšec · c4 bílý pěšec · g4 černý střelec | d8 černý král · b6 černý jezdec · f6 bílý král · d5 bílý věž · b4 bílý pěšec · c4 bílý pěšec · g4 černý střelec | 6 |
| 5 | d8 černý král · b6 černý jezdec · f6 bílý král · d5 bílý věž · b4 bílý pěšec · c4 bílý pěšec · g4 černý střelec | d8 černý král · b6 černý jezdec · f6 bílý král · d5 bílý věž · b4 bílý pěšec · c4 bílý pěšec · g4 černý střelec | d8 černý král · b6 černý jezdec · f6 bílý král · d5 bílý věž · b4 bílý pěšec · c4 bílý pěšec · g4 černý střelec | d8 černý král · b6 černý jezdec · f6 bílý král · d5 bílý věž · b4 bílý pěšec · c4 bílý pěšec · g4 černý střelec | d8 černý král · b6 černý jezdec · f6 bílý král · d5 bílý věž · b4 bílý pěšec · c4 bílý pěšec · g4 černý střelec | d8 černý král · b6 černý jezdec · f6 bílý král · d5 bílý věž · b4 bílý pěšec · c4 bílý pěšec · g4 černý střelec | d8 černý král · b6 černý jezdec · f6 bílý král · d5 bílý věž · b4 bílý pěšec · c4 bílý pěšec · g4 černý střelec | d8 černý král · b6 černý jezdec · f6 bílý král · d5 bílý věž · b4 bílý pěšec · c4 bílý pěšec · g4 černý střelec | 5 |
| 4 | d8 černý král · b6 černý jezdec · f6 bílý král · d5 bílý věž · b4 bílý pěšec · c4 bílý pěšec · g4 černý střelec | d8 černý král · b6 černý jezdec · f6 bílý král · d5 bílý věž · b4 bílý pěšec · c4 bílý pěšec · g4 černý střelec | d8 černý král · b6 černý jezdec · f6 bílý král · d5 bílý věž · b4 bílý pěšec · c4 bílý pěšec · g4 černý střelec | d8 černý král · b6 černý jezdec · f6 bílý král · d5 bílý věž · b4 bílý pěšec · c4 bílý pěšec · g4 černý střelec | d8 černý král · b6 černý jezdec · f6 bílý král · d5 bílý věž · b4 bílý pěšec · c4 bílý pěšec · g4 černý střelec | d8 černý král · b6 černý jezdec · f6 bílý král · d5 bílý věž · b4 bílý pěšec · c4 bílý pěšec · g4 černý střelec | d8 černý král · b6 černý jezdec · f6 bílý král · d5 bílý věž · b4 bílý pěšec · c4 bílý pěšec · g4 černý střelec | d8 černý král · b6 černý jezdec · f6 bílý král · d5 bílý věž · b4 bílý pěšec · c4 bílý pěšec · g4 černý střelec | 4 |
| 3 | d8 černý král · b6 černý jezdec · f6 bílý král · d5 bílý věž · b4 bílý pěšec · c4 bílý pěšec · g4 černý střelec | d8 černý král · b6 černý jezdec · f6 bílý král · d5 bílý věž · b4 bílý pěšec · c4 bílý pěšec · g4 černý střelec | d8 černý král · b6 černý jezdec · f6 bílý král · d5 bílý věž · b4 bílý pěšec · c4 bílý pěšec · g4 černý střelec | d8 černý král · b6 černý jezdec · f6 bílý král · d5 bílý věž · b4 bílý pěšec · c4 bílý pěšec · g4 černý střelec | d8 černý král · b6 černý jezdec · f6 bílý král · d5 bílý věž · b4 bílý pěšec · c4 bílý pěšec · g4 černý střelec | d8 černý král · b6 černý jezdec · f6 bílý král · d5 bílý věž · b4 bílý pěšec · c4 bílý pěšec · g4 černý střelec | d8 černý král · b6 černý jezdec · f6 bílý král · d5 bílý věž · b4 bílý pěšec · c4 bílý pěšec · g4 černý střelec | d8 černý král · b6 černý jezdec · f6 bílý král · d5 bílý věž · b4 bílý pěšec · c4 bílý pěšec · g4 černý střelec | 3 |
| 2 | d8 černý král · b6 černý jezdec · f6 bílý král · d5 bílý věž · b4 bílý pěšec · c4 bílý pěšec · g4 černý střelec | d8 černý král · b6 černý jezdec · f6 bílý král · d5 bílý věž · b4 bílý pěšec · c4 bílý pěšec · g4 černý střelec | d8 černý král · b6 černý jezdec · f6 bílý král · d5 bílý věž · b4 bílý pěšec · c4 bílý pěšec · g4 černý střelec | d8 černý král · b6 černý jezdec · f6 bílý král · d5 bílý věž · b4 bílý pěšec · c4 bílý pěšec · g4 černý střelec | d8 černý král · b6 černý jezdec · f6 bílý král · d5 bílý věž · b4 bílý pěšec · c4 bílý pěšec · g4 černý střelec | d8 černý král · b6 černý jezdec · f6 bílý král · d5 bílý věž · b4 bílý pěšec · c4 bílý pěšec · g4 černý střelec | d8 černý král · b6 černý jezdec · f6 bílý král · d5 bílý věž · b4 bílý pěšec · c4 bílý pěšec · g4 černý střelec | d8 černý král · b6 černý jezdec · f6 bílý král · d5 bílý věž · b4 bílý pěšec · c4 bílý pěšec · g4 černý střelec | 2 |
| 1 | d8 černý král · b6 černý jezdec · f6 bílý král · d5 bílý věž · b4 bílý pěšec · c4 bílý pěšec · g4 černý střelec | d8 černý král · b6 černý jezdec · f6 bílý král · d5 bílý věž · b4 bílý pěšec · c4 bílý pěšec · g4 černý střelec | d8 černý král · b6 černý jezdec · f6 bílý král · d5 bílý věž · b4 bílý pěšec · c4 bílý pěšec · g4 černý střelec | d8 černý král · b6 černý jezdec · f6 bílý král · d5 bílý věž · b4 bílý pěšec · c4 bílý pěšec · g4 černý střelec | d8 černý král · b6 černý jezdec · f6 bílý král · d5 bílý věž · b4 bílý pěšec · c4 bílý pěšec · g4 černý střelec | d8 černý král · b6 černý jezdec · f6 bílý král · d5 bílý věž · b4 bílý pěšec · c4 bílý pěšec · g4 černý střelec | d8 černý král · b6 černý jezdec · f6 bílý král · d5 bílý věž · b4 bílý pěšec · c4 bílý pěšec · g4 černý střelec | d8 černý král · b6 černý jezdec · f6 bílý král · d5 bílý věž · b4 bílý pěšec · c4 bílý pěšec · g4 černý střelec | 1 |
|   | a | b | c | d | e | f | g | h |   |

Šach je v šachách přímé a bezprostřední ohrožení figury krále. Šachovaného krále by soupeř v příštím tahu bral (vyřadil ze hry). To však pravidla nedovolují a přikazují hrát pouze tak, aby šach odvrátil. Pokud hráč šach odvrátit nemůže, jedná se o šach mat (mat) a hráč partii prohrává.
Proti šachu je možno se bránit několika způsoby:
- ustoupit s králem na pole, kde by nebyl ohrožen.
- představit před krále (tj. mezi krále a hrozící soupeřovu figuru) figuru – nelze u šachu jezdcem
- vzít šachující figuru

Je-li král šachován, nesmí provádět rošádu.
Pokud se hráč nemůže žádným způsobem bránit, jedná se o mat.
Varianty šachu:
- Odtažný šach – hráč šachuje soupeřova krále nikoliv tou figurou, kterou právě zahrál, ale figurou, která byla skrytá za ní. Odtažný šach bývá velmi nebezpečný.
- Dvojitý šach (krále současně šachují dvě figury) je zvláštní variantou odtažného šachu. Při dvojitém šachu nelze táhnout jinou figurou než králem.
- Při proměně pěšce na poslední řadě začíná nová figura hrát okamžitě, tedy okamžitě nastává i případný šach po proměně.
- Vidlička s napadením krále – král je jedním z cílů vidličky. V takovém případě je nutno nejprve čelit šachu a druhý cíl útočící figury zůstává zpravidla soupeři napospas.

|   | a | b | c | d | e | f | g | h |   |
| 8 | a8 černý král · a6 bílý jezdec · e6 černý dáma · h3 bílý pěšec · a2 bílý věž · g2 bílý pěšec · g1 bílý král | a8 černý král · a6 bílý jezdec · e6 černý dáma · h3 bílý pěšec · a2 bílý věž · g2 bílý pěšec · g1 bílý král | a8 černý král · a6 bílý jezdec · e6 černý dáma · h3 bílý pěšec · a2 bílý věž · g2 bílý pěšec · g1 bílý král | a8 černý král · a6 bílý jezdec · e6 černý dáma · h3 bílý pěšec · a2 bílý věž · g2 bílý pěšec · g1 bílý král | a8 černý král · a6 bílý jezdec · e6 černý dáma · h3 bílý pěšec · a2 bílý věž · g2 bílý pěšec · g1 bílý král | a8 černý král · a6 bílý jezdec · e6 černý dáma · h3 bílý pěšec · a2 bílý věž · g2 bílý pěšec · g1 bílý král | a8 černý král · a6 bílý jezdec · e6 černý dáma · h3 bílý pěšec · a2 bílý věž · g2 bílý pěšec · g1 bílý král | a8 černý král · a6 bílý jezdec · e6 černý dáma · h3 bílý pěšec · a2 bílý věž · g2 bílý pěšec · g1 bílý král | 8 |
| 7 | a8 černý král · a6 bílý jezdec · e6 černý dáma · h3 bílý pěšec · a2 bílý věž · g2 bílý pěšec · g1 bílý král | a8 černý král · a6 bílý jezdec · e6 černý dáma · h3 bílý pěšec · a2 bílý věž · g2 bílý pěšec · g1 bílý král | a8 černý král · a6 bílý jezdec · e6 černý dáma · h3 bílý pěšec · a2 bílý věž · g2 bílý pěšec · g1 bílý král | a8 černý král · a6 bílý jezdec · e6 černý dáma · h3 bílý pěšec · a2 bílý věž · g2 bílý pěšec · g1 bílý král | a8 černý král · a6 bílý jezdec · e6 černý dáma · h3 bílý pěšec · a2 bílý věž · g2 bílý pěšec · g1 bílý král | a8 černý král · a6 bílý jezdec · e6 černý dáma · h3 bílý pěšec · a2 bílý věž · g2 bílý pěšec · g1 bílý král | a8 černý král · a6 bílý jezdec · e6 černý dáma · h3 bílý pěšec · a2 bílý věž · g2 bílý pěšec · g1 bílý král | a8 černý král · a6 bílý jezdec · e6 černý dáma · h3 bílý pěšec · a2 bílý věž · g2 bílý pěšec · g1 bílý král | 7 |
| 6 | a8 černý král · a6 bílý jezdec · e6 černý dáma · h3 bílý pěšec · a2 bílý věž · g2 bílý pěšec · g1 bílý král | a8 černý král · a6 bílý jezdec · e6 černý dáma · h3 bílý pěšec · a2 bílý věž · g2 bílý pěšec · g1 bílý král | a8 černý král · a6 bílý jezdec · e6 černý dáma · h3 bílý pěšec · a2 bílý věž · g2 bílý pěšec · g1 bílý král | a8 černý král · a6 bílý jezdec · e6 černý dáma · h3 bílý pěšec · a2 bílý věž · g2 bílý pěšec · g1 bílý král | a8 černý král · a6 bílý jezdec · e6 černý dáma · h3 bílý pěšec · a2 bílý věž · g2 bílý pěšec · g1 bílý král | a8 černý král · a6 bílý jezdec · e6 černý dáma · h3 bílý pěšec · a2 bílý věž · g2 bílý pěšec · g1 bílý král | a8 černý král · a6 bílý jezdec · e6 černý dáma · h3 bílý pěšec · a2 bílý věž · g2 bílý pěšec · g1 bílý král | a8 černý král · a6 bílý jezdec · e6 černý dáma · h3 bílý pěšec · a2 bílý věž · g2 bílý pěšec · g1 bílý král | 6 |
| 5 | a8 černý král · a6 bílý jezdec · e6 černý dáma · h3 bílý pěšec · a2 bílý věž · g2 bílý pěšec · g1 bílý král | a8 černý král · a6 bílý jezdec · e6 černý dáma · h3 bílý pěšec · a2 bílý věž · g2 bílý pěšec · g1 bílý král | a8 černý král · a6 bílý jezdec · e6 černý dáma · h3 bílý pěšec · a2 bílý věž · g2 bílý pěšec · g1 bílý král | a8 černý král · a6 bílý jezdec · e6 černý dáma · h3 bílý pěšec · a2 bílý věž · g2 bílý pěšec · g1 bílý král | a8 černý král · a6 bílý jezdec · e6 černý dáma · h3 bílý pěšec · a2 bílý věž · g2 bílý pěšec · g1 bílý král | a8 černý král · a6 bílý jezdec · e6 černý dáma · h3 bílý pěšec · a2 bílý věž · g2 bílý pěšec · g1 bílý král | a8 černý král · a6 bílý jezdec · e6 černý dáma · h3 bílý pěšec · a2 bílý věž · g2 bílý pěšec · g1 bílý král | a8 černý král · a6 bílý jezdec · e6 černý dáma · h3 bílý pěšec · a2 bílý věž · g2 bílý pěšec · g1 bílý král | 5 |
| 4 | a8 černý král · a6 bílý jezdec · e6 černý dáma · h3 bílý pěšec · a2 bílý věž · g2 bílý pěšec · g1 bílý král | a8 černý král · a6 bílý jezdec · e6 černý dáma · h3 bílý pěšec · a2 bílý věž · g2 bílý pěšec · g1 bílý král | a8 černý král · a6 bílý jezdec · e6 černý dáma · h3 bílý pěšec · a2 bílý věž · g2 bílý pěšec · g1 bílý král | a8 černý král · a6 bílý jezdec · e6 černý dáma · h3 bílý pěšec · a2 bílý věž · g2 bílý pěšec · g1 bílý král | a8 černý král · a6 bílý jezdec · e6 černý dáma · h3 bílý pěšec · a2 bílý věž · g2 bílý pěšec · g1 bílý král | a8 černý král · a6 bílý jezdec · e6 černý dáma · h3 bílý pěšec · a2 bílý věž · g2 bílý pěšec · g1 bílý král | a8 černý král · a6 bílý jezdec · e6 černý dáma · h3 bílý pěšec · a2 bílý věž · g2 bílý pěšec · g1 bílý král | a8 černý král · a6 bílý jezdec · e6 černý dáma · h3 bílý pěšec · a2 bílý věž · g2 bílý pěšec · g1 bílý král | 4 |
| 3 | a8 černý král · a6 bílý jezdec · e6 černý dáma · h3 bílý pěšec · a2 bílý věž · g2 bílý pěšec · g1 bílý král | a8 černý král · a6 bílý jezdec · e6 černý dáma · h3 bílý pěšec · a2 bílý věž · g2 bílý pěšec · g1 bílý král | a8 černý král · a6 bílý jezdec · e6 černý dáma · h3 bílý pěšec · a2 bílý věž · g2 bílý pěšec · g1 bílý král | a8 černý král · a6 bílý jezdec · e6 černý dáma · h3 bílý pěšec · a2 bílý věž · g2 bílý pěšec · g1 bílý král | a8 černý král · a6 bílý jezdec · e6 černý dáma · h3 bílý pěšec · a2 bílý věž · g2 bílý pěšec · g1 bílý král | a8 černý král · a6 bílý jezdec · e6 černý dáma · h3 bílý pěšec · a2 bílý věž · g2 bílý pěšec · g1 bílý král | a8 černý král · a6 bílý jezdec · e6 černý dáma · h3 bílý pěšec · a2 bílý věž · g2 bílý pěšec · g1 bílý král | a8 černý král · a6 bílý jezdec · e6 černý dáma · h3 bílý pěšec · a2 bílý věž · g2 bílý pěšec · g1 bílý král | 3 |
| 2 | a8 černý král · a6 bílý jezdec · e6 černý dáma · h3 bílý pěšec · a2 bílý věž · g2 bílý pěšec · g1 bílý král | a8 černý král · a6 bílý jezdec · e6 černý dáma · h3 bílý pěšec · a2 bílý věž · g2 bílý pěšec · g1 bílý král | a8 černý král · a6 bílý jezdec · e6 černý dáma · h3 bílý pěšec · a2 bílý věž · g2 bílý pěšec · g1 bílý král | a8 černý král · a6 bílý jezdec · e6 černý dáma · h3 bílý pěšec · a2 bílý věž · g2 bílý pěšec · g1 bílý král | a8 černý král · a6 bílý jezdec · e6 černý dáma · h3 bílý pěšec · a2 bílý věž · g2 bílý pěšec · g1 bílý král | a8 černý král · a6 bílý jezdec · e6 černý dáma · h3 bílý pěšec · a2 bílý věž · g2 bílý pěšec · g1 bílý král | a8 černý král · a6 bílý jezdec · e6 černý dáma · h3 bílý pěšec · a2 bílý věž · g2 bílý pěšec · g1 bílý král | a8 černý král · a6 bílý jezdec · e6 černý dáma · h3 bílý pěšec · a2 bílý věž · g2 bílý pěšec · g1 bílý král | 2 |
| 1 | a8 černý král · a6 bílý jezdec · e6 černý dáma · h3 bílý pěšec · a2 bílý věž · g2 bílý pěšec · g1 bílý král | a8 černý král · a6 bílý jezdec · e6 černý dáma · h3 bílý pěšec · a2 bílý věž · g2 bílý pěšec · g1 bílý král | a8 černý král · a6 bílý jezdec · e6 černý dáma · h3 bílý pěšec · a2 bílý věž · g2 bílý pěšec · g1 bílý král | a8 černý král · a6 bílý jezdec · e6 černý dáma · h3 bílý pěšec · a2 bílý věž · g2 bílý pěšec · g1 bílý král | a8 černý král · a6 bílý jezdec · e6 černý dáma · h3 bílý pěšec · a2 bílý věž · g2 bílý pěšec · g1 bílý král | a8 černý král · a6 bílý jezdec · e6 černý dáma · h3 bílý pěšec · a2 bílý věž · g2 bílý pěšec · g1 bílý král | a8 černý král · a6 bílý jezdec · e6 černý dáma · h3 bílý pěšec · a2 bílý věž · g2 bílý pěšec · g1 bílý král | a8 černý král · a6 bílý jezdec · e6 černý dáma · h3 bílý pěšec · a2 bílý věž · g2 bílý pěšec · g1 bílý král | 1 |
|   | a | b | c | d | e | f | g | h |   |